# Карлос Гаттікер
Карлос Гаттікер (ісп. Carlos Gattiker; 6 червня 1956 — 19 травня 2010) — колишній аргентинський тенісист.
Найвищу одиночну позицію світового рейтингу — 89 місце досяг 26 грудня 1979, парну — 110 місце — 9 липня 1984 року.

## Титули на челленджерах

### Одиночний розряд: (1)
| Ранг | Рік  | Турнір                   | Покриття | Суперник       | Рахунок       |
| ---- | ---- | ------------------------ | -------- | -------------- | ------------- |
| 1.   | 1979 | Рібейран-Прету, Бразилія | Ґрунт    | Карлус Кірмайр | 6–4, 2–6, 6–2 |

### Парний розряд: (5)
| Ранг | Рік  | Турнір               | Покриття | Партнер            | Суперники                                | Рахунок       |
| ---- | ---- | -------------------- | -------- | ------------------ | ---------------------------------------- | ------------- |
| 1.   | 1980 | Кунео, Італія        | Ґрунт    | Рікардо Кано       | Маріо Мартінес Педро Реболледо           | 4–6, 7–6, 6–2 |
| 2.   | 1981 | Галатіна, Італія     | Ґрунт    | Патріціо Парріні   | Роберто Каррутерс Фернандо Далья Фонтана | 6–4, 5–7, 7–5 |
| 3.   | 1983 | Ле-Туке, Франція     | Ґрунт    | Алехандро Гаттікер | Тарік Бонабіль Жан-Луї Ейє               | 7–6, 6–2      |
| 4.   | 1983 | Мессіна, Італія      | Ґрунт    | Алехандро Гаттікер | Хуан Агілера Пабло Аррая                 | 7–5, 6–2      |
| 5.   | 1984 | Вінья-дель-Мар, Чилі | Ґрунт    | Густаво Тіберті    | Ганс Гільдемайстер Белус Прахокс         | 6–4, 5–7, 6–3 |